# 7-я бронетанковая бригада (Франция)
7-я бронетанковая бригада (фр. 7e brigade blindée (2e BB)) — тактическое соединение сухопутных войск Франции. Ударная часть 1-й дивизии.

## История
Формирование создано в 1955 году в ходе эксперимента «Копьё» (Javelot) в виде 7-й механизированной дивизии (7e Division Mécanique Rapide). Именно эту дивизию предназначалось первой, со времён окончания Второй мировой войны, оснастить оружием французского производства. В 1956 году соединение переброшено в Алжир. В ноябре 1956 с 10-й воздушно-десантной дивизией (10e division parachutiste) подразделения дивизии участвуют в оккупации Суэца. С 1957 по 1961 год несла ответственность за безопасность в горной части алжирской Сахары.
В июне 1961 года 7-я мехд становится 7-й бронекавалерийской дивизией (7e Division Légère Blindée), в составе которой 6-я, 7-я и 8-я бригады. В 1964 году 7-я бригада в ней стала испытательной, для отработки новых вооружений и ОШС. В 1976 году, имея 800 бронемашин, 7-я дивизия была крупнейшим формированием СВ Франции.
В 1977 году, в рамках реструктуризации армии, из частей 7-й бронекавалерийской дивизии образованы 4-я, 6-я и 7-я бронетанковые дивизии. Таким образом, 7-я бронетанковая дивизия — 65-я военно-территориальная дивизия была создана 1 августа 1977 года. С 1991 года она участвует во всех внешних операциях и, в частности, на Балканах.
В 1999 году в рамках реорганизации сухопутных войск и повышения их профессионализма 7-я бронетанковая дивизия переформирована в 7-ю бронетанковую бригаду. затем соединение участвует на Балканах, на Ближнем Востоке, в Малой Азии, Африке, а также во всех операциях по оказанию помощи и обороне на континенте. На национальной территории, в заморских департаментах и территориях.

## Организационно-штатная структура
Штаб бригады расположен в Безансоне, округ Страсбур, регион Бургундия — Франш-Конте.
- 1-й шассёрский полк (1er régiment de chasseurs (1er RCh)) в Тьервиль-сюр-Мёзе, оснащён танками Leclerc и БРДМ VBL[2]
- 5-й драгунский полк (5e régiment de dragons (5eRD)), оснащён Leclerc, VBCI, VBL, VAB génie[a][2]
- 1-й тиральерский полк (1er régiment de tirailleurs (1er RTir)) в Эпинале, оснащён VBCI[2]
- 35-й пехотный полк (35e régiment d’infanterie (35e RI)) в Белфоре, оснащён VBCI[2]
- 152-й пехотный полк (152e régiment d’infanterie (152e RI)) в Кольмаре, оснащён VBCI[2]
- 68-й африканский артиллерийский полк (68e régiment d’artillerie d’Afrique (68e RAA)) в Вальбоне, оснащён CAESAR[2]
- 3-й инженерный полк (3e régiment génie (3e RG)) в Шарлевиль-Мезьере (900 чел., 2 инженерных танка EBG, 1 EBG SPDMAC, 4 КРВД MATS, 2 колёсных путепрокладчика, 8 экскаваторов-погрузчиков EGRAP, 2 VAB génie[3]
- 7-я рота командования и связи (d’une compagnie de commandement et de transmissions (7e CCT)) в Безансоне[2]
- Разведывательная батарея (d’une batterie de renseignement de brigade (BRB 7)) в Бурони[2]
- Начальный учебный центр (d’un centre de formation initiale des militaires du rang (CFIM)) в Вердене[2]

## Вооружение

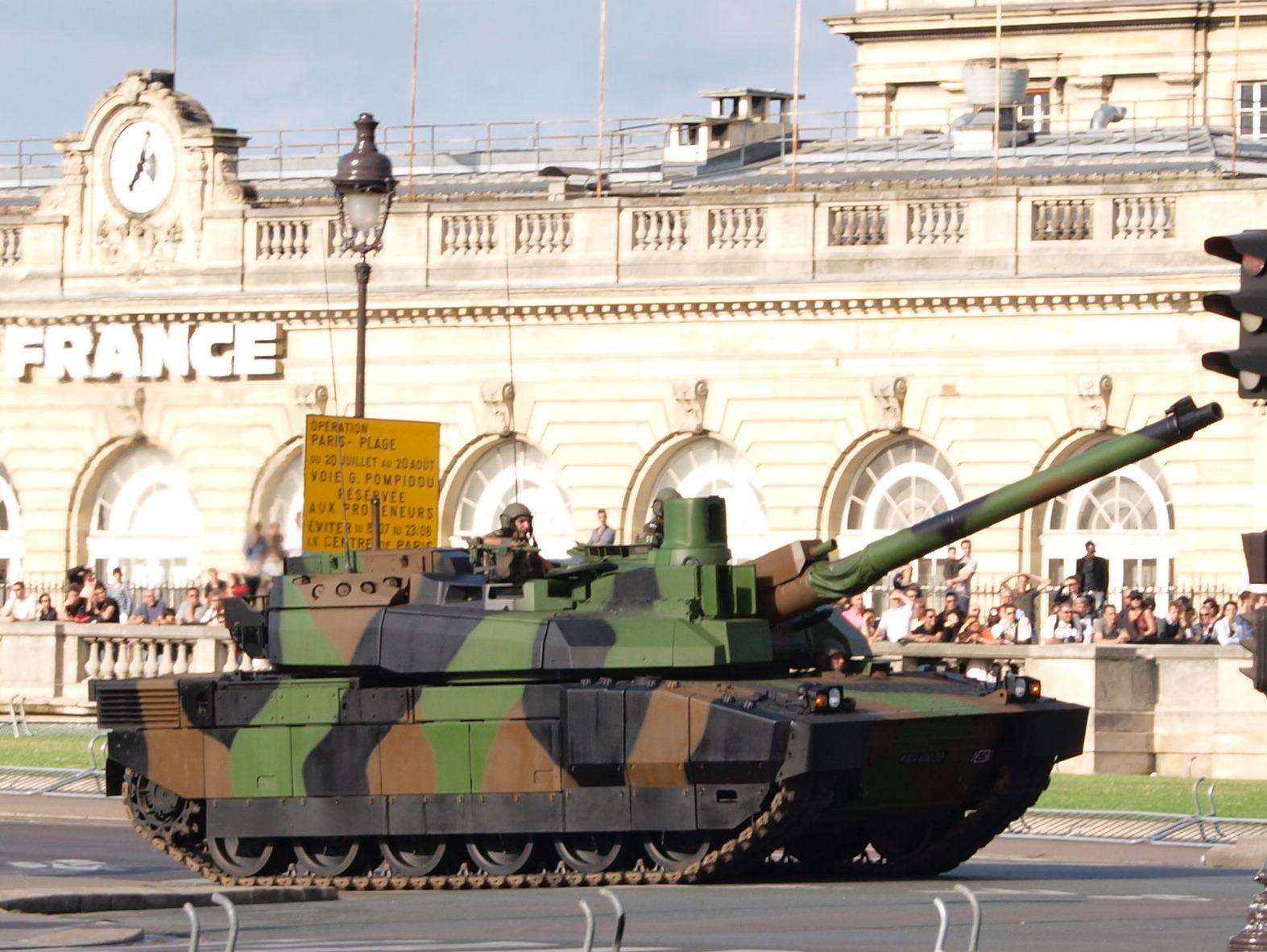
Leclerc
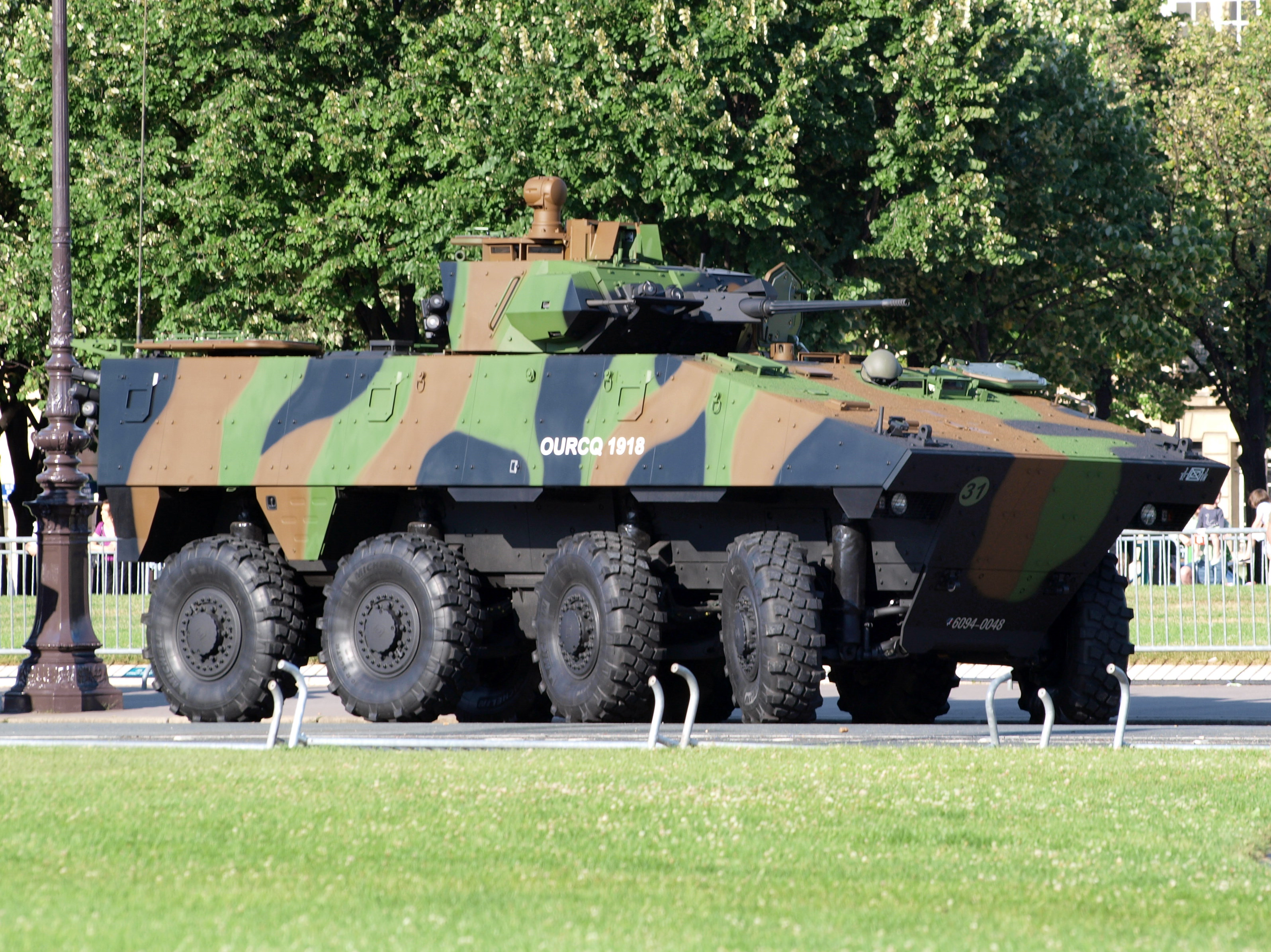
VBCI
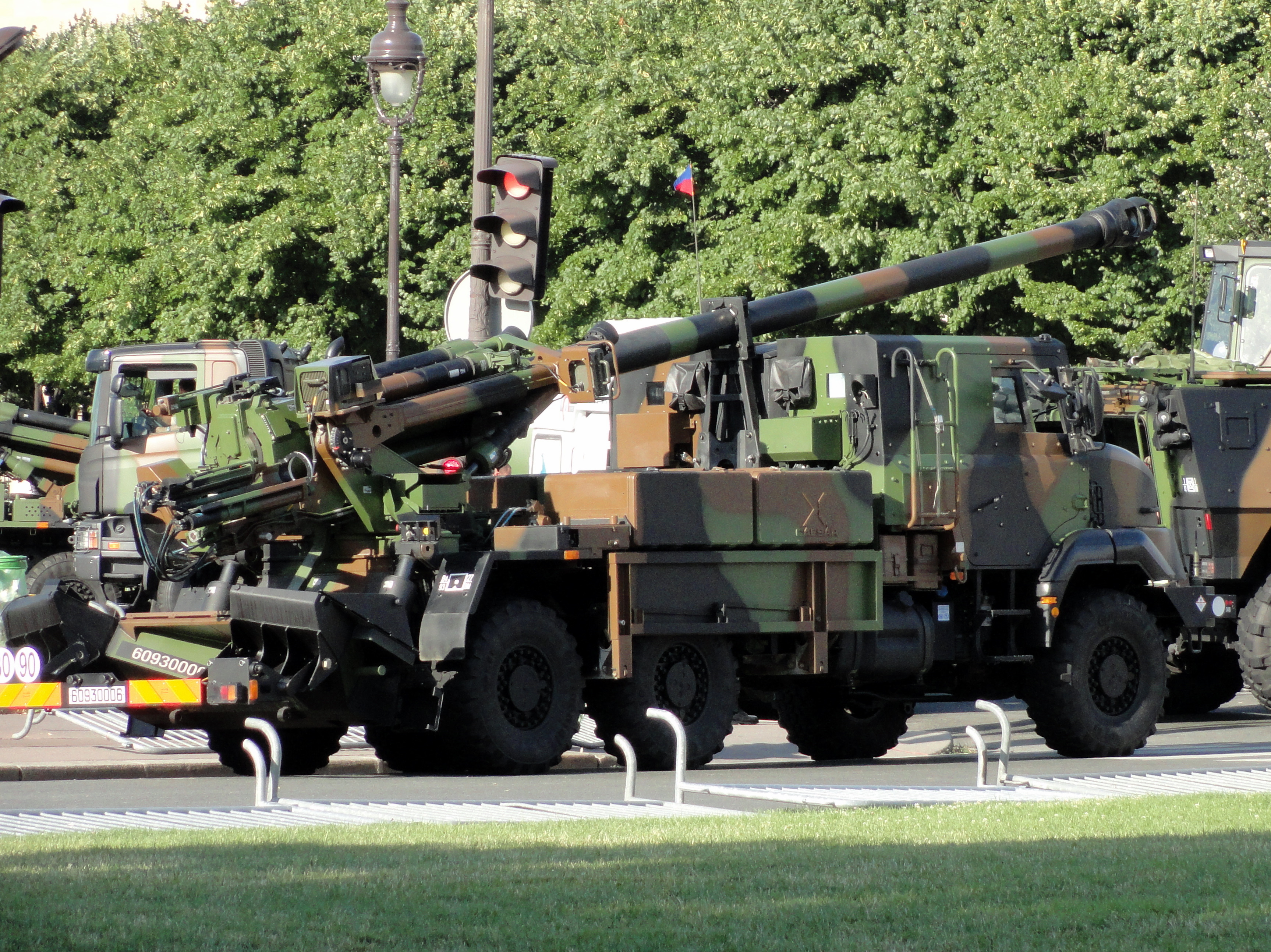
CAESAR
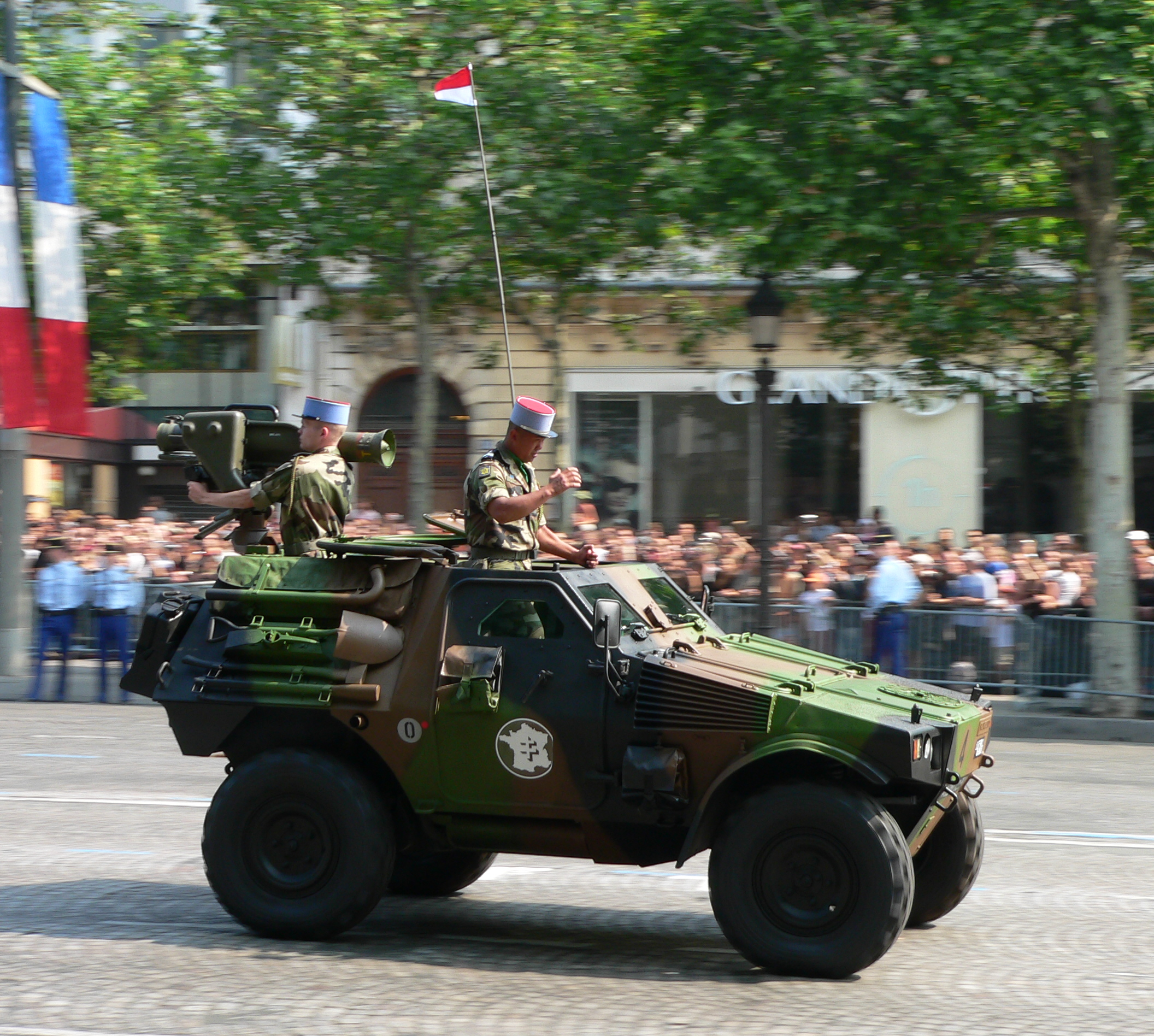
VBL
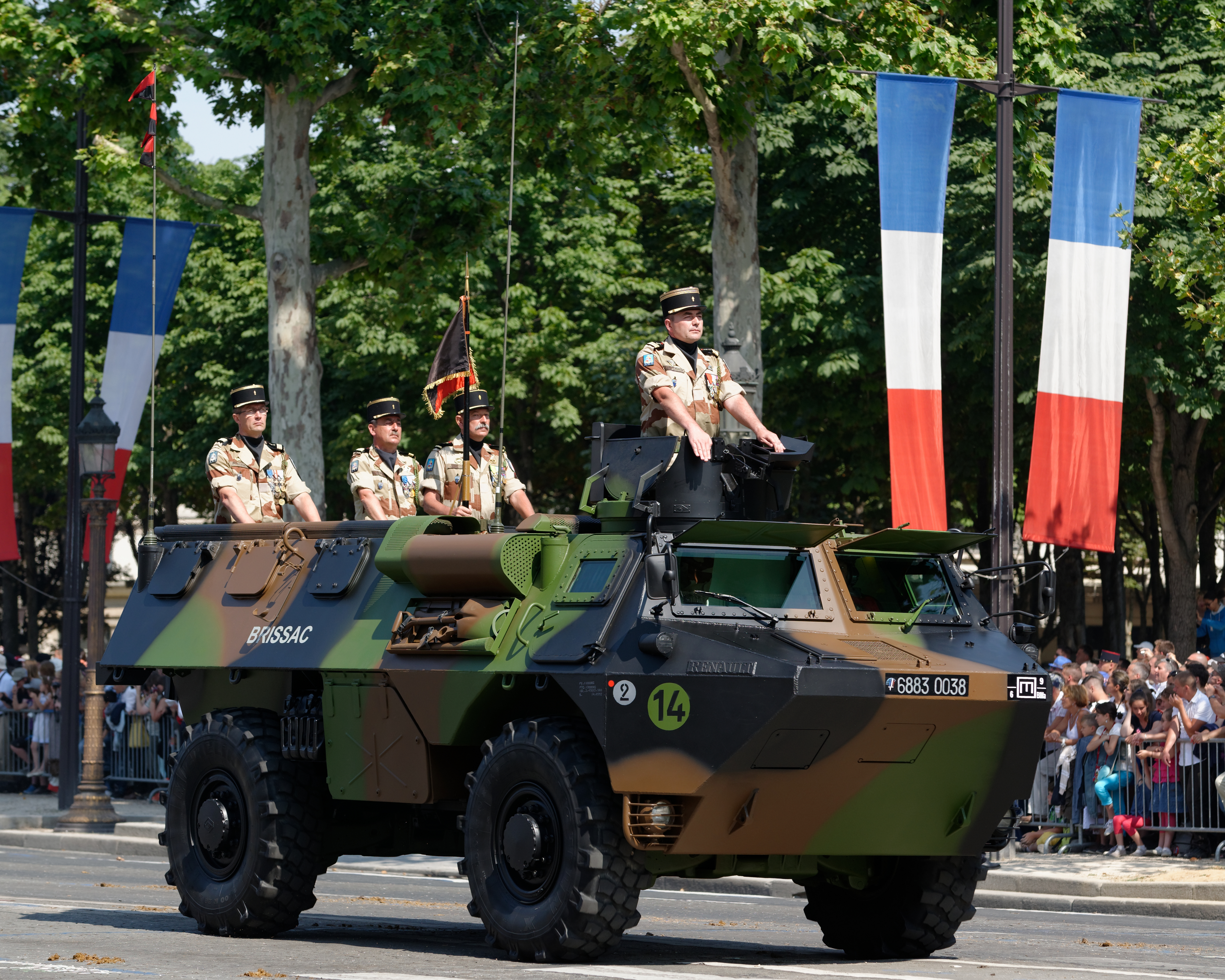
VAB

## Командиры
- 1999—2000 — Филипп Галлино (Philippe Gallineau)
- 2000—2003 — Ален Тартинвиль (Alain Tartinville)
- 2003—2005 — Эрве де Парсеваль (Hervé de Parseval)
- 2005—2006 — Жан-Филипп Маргерон (Jean-Philippe Margueron)
- 2006—2008 — Поль де Пуибуск (Paul de Puybusque)
- 2008—2009 — Мишель Яковлефф (Michel Yakovleff)
- 2009—2011 — Френсис Отрен (Francis Autran)
- 2011—2013 — Франсиско Сорьяно (Francisco Soriano)
- 2013—2015 — Франсуа де Лапресль (François de Lapresle)
- 2015—2017 — Николя Ришу (Nicolas Richoux)